# Cheilotrichia longifurcata
Cheilotrichia longifurcata är en tvåvingeart som först beskrevs av Alexander 1940.  Cheilotrichia longifurcata ingår i släktet Cheilotrichia och familjen småharkrankar.
Artens utbredningsområde är Ecuador. Inga underarter finns listade i Catalogue of Life.